# Ernst Volland
Ernst Volland (* 1946 in Bürgstadt) ist ein deutscher Künstler, Fotograf, Karikaturist, Galerist, Kurator und Autor.

## Leben und Wirken
Der Sohn eines Gymnasiallehrers für Latein und Griechisch wuchs in Wilhelmshaven auf, sein Abitur absolvierte er in Varel. Noch während seines Studiums der Bildenden Kunst, ab 1967 in Hamburg und bis 1972 in Berlin, veröffentlichte Volland erste Bücher mit eigenen Zeichnungen und Montagen, sowie zahlreiche Kinderbücher mit eigenen Texten und Illustrationen.
Seine erste Einzelausstellung zeigte Volland 1968 in der Berliner Galerie am Abend und machte sich seither in der alternativen Szene Berlins einen Namen als Grafiker satirischer und subversiver Plakate und Fotomontagen, die in der Tradition von John Heartfield stehen. Seine Arbeiten wurden in Zeitschriften veröffentlicht wie in der Satirezeitschrift Pardon. Für seine gesellschaftssatirischen Publikationen wurde Volland mehrfach juristisch belangt (Beschlagnahmungen, Ermittlungsverfahren, Prozesse). Die schärfste Auseinandersetzung führte er mit dem Unternehmen Mast-Jägermeister um seine satirische Version der Zeitschriftenwerbung (Ich trinke Jägermeister, weil ...), in der Volland das Produkt mit Drogenmissbrauch durch Kinder in Verbindung bringt (Ich trinke Jägermeister, weil mein Dealer zur Zeit im Knast sitzt), mit der Darstellung eines fünfjährigen Mädchens.
Ab Mitte der 1970er Jahre erhielt er Lehraufträge an Hochschulen für Karikatur, Fotografie und Fotomontage.
Seine satirischen Arbeiten wurden seither europaweit in über 100 Ausstellungen gezeigt. 1982 organisierte die Neue Gesellschaft für Bildende Kunst im öffentlichen Raum auf dem Breitscheidplatz in Berlin die Ausstellung „Voll aufs Auge“ mit Vollands satirischen Plakaten, die nach wenigen Tagen von der Polizei zerstört wurde mit der Begründung, dass auf einem der Bilder ein Hakenkreuz abgebildet wäre. Dabei ging es um ein satirisches Plakat zur Kandidatur des CDU-Politikers Karl Carstens für das Amt des Bundespräsidenten. Volland stellte die Ausstellung mehrfach wieder her und alle Vorwürfe wurden zurückgezogen.
Als kritische Aktion gegen den Kunstbetrieb erfand Volland 1983 den jungen französischen Künstler Blaise Vincent. Über Nacht malte Volland großformatige Bilder für eine Einzelausstellung mit dem Titel Frische Malerei und präsentierte diese der Öffentlichkeit. Bei der Aufdeckung des Fakes düpierte er Kritiker und die Nationalgalerie Berlin, die eines der Bilder als Schenkung angenommen hatte.
Zwischen 1984 und 1985 gab Ernst Volland das Comicmagazin „Comix + Cartoon Reihe“ heraus. In den 1990er Jahren erarbeitete Volland mit privaten Fernsehsendern filmische Fakes. 1987 gründete er gemeinsam mit Heinz Krimmer die Bildagentur „Voller Ernst“. Die Agentur verfügt weltweit über eine der größten Sammlungen komischer Fotografie. 1991 lernte er den sowjetischen Fotografen und Bildberichterstatter Jewgeni Chaldej in Moskau kennen und veröffentlichte sein Werk in zahlreichen Ausstellungen und Büchern.
Seit den 1990er Jahren widmet sich Volland mehr der künstlerischen Auseinandersetzung mit historischen Fotos und fotografischen Ikonen der Zeitgeschichte. Diese Werke waren in einer Ausstellung im Deutschen Historischen Museum in Berlin zu sehen. Volland verfremdete bekannte Fotos, die sich in das kollektive Gedächtnis der Bundesrepublik eingeprägt haben, durch Unschärfe und machte sie für den Betrachter zu visuellen Rätseln. Die über Jahre hinweg geschaffene Serie trägt den Namen „Eingebrannte Bilder“.
Seit 2005 widmet sich Volland einer weiteren Bilderserie mit der Bezeichnung „Buntstiftbilder“. Dabei koloriert er bekannte großformatige Schwarz-Weiß-Historienbilder, etwa ein Luftbild des zerstörten Hiroshima und andere schockierende Bildinhalte, mit Hilfe von Buntstiften.
Seit 2006 schreibt er unter taz.de regelmäßig den Vollands Blog, mit Geschichten zu aktuellen Ereignissen.
2013 veröffentlichte er das Buch Genussvoll verzichten, in dem er Ratschläge und Lebenshilfen für ein aus seiner Sicht verantwortungsvoll geführtes Genießerleben gibt. 2016 erschien Stories, Kurzgeschichten aus seinem Leben, bei der edition Friedenauer Brücke.
Volland lebt seit 1968 in Berlin.

## Ausstellungen
- 2009: Heinrich-Böll-Stiftung[3]
- 2012: Staeck/Volland: Arbeiten aus vier Jahrzehnten. Willy-Brandt-Haus Berlin, 2. Oktober bis 11. November 2012.
- 2013: Villa Ichon: Ernst Volland – Plakate der 70er und 80er Jahre[6]

## Publikationen
- Plakate-Karikaturen. Atelier im Bauernhaus, Fischerhude 1977, ISBN 3-88132-307-4.
- Kurios und gnadenlos. Fotosatire heute. Hg. von Ernst Volland (u. a.). Berlin 1984.
- mit Stefan Aust: Schöne Ansichten. Das Ernst Volland-Buch. Rasch und Röhring, Hamburg 1987, ISBN 3-89136-123-8.
- Felix ganz allein auf der Welt. Ravensburger, 1989.
- mit Peter Huth (Hrsg.): Dies Buch ist pure Fälschung. Von A bis Z: Alles Fälschung. Zweitausendeins, Frankfurt 1989.
- mit Evgenij A. Chaldej (Hrsg.): Von Moskau nach Berlin – Bilder des russischen Fotografen Jewgeni Chaldej. Nicolai, Berlin 1994.
- Gott und andere Götter. Mit einem Fake auf der Suche nach Gott. Verlag M, Berlin 2008, ISBN 978-3-9812257-1-6.
- Das Banner des Sieges. Story, Berlin 2008, ISBN 978-3-929829-91-4.
- Heinrich-Böll-Stiftung (Hrsg.): Eingebrannte Bilder. Katalog. 2009, ISBN 978-3-86928-004-2.
- Nachwort in: Manfred Günther Wörterbuch Jugend – Alter: vom Abba zur Zygote. Mit Karikaturen von Klaus Stuttmann, einem Vor- vom Austrofred und einem Nachwort von Ernst Volland, RabenStück-Verlag, Berlin 2010, ISBN 978-3-935607-39-1.
- Genussvoll verzichten. Buch, Verlag Büchse Der Pandora 2013, ISBN 978-3-88178-366-8.
- mit David King: John Heartfield: Laughter is a Devastating Weapon. Tate Publishing 2015, ISBN 978-1-84976-184-0.
- Stories. Herausgegeben von Evelyn Weissberg und Hermann Ebling. edition Friedenauer Brücke 2016, ISBN 978-3-9816130-5-6.
- Eingebrannte Bilder, Plakate, Cartoons, Buntstiftbilder, Fakes und Dokumente. Hirnkost 2018, ISBN 978-3-947380-00-8.
- Die Kunst des Fake. Westend 2021, ISBN 978-3-86489-317-9.